# SNCF CC 14100
Die CC 14100 ist eine Baureihe von schweren, sechsachsigen Elektrolokomotiven der französischen Staatsbahnen Société nationale des Chemins de Fer Français (SNCF). Die Lokomotiven wurden ab Mitte der 1950er Jahre für schwere Güterzüge im Norden und Osten des Landes eingesetzt.

## Aussehen

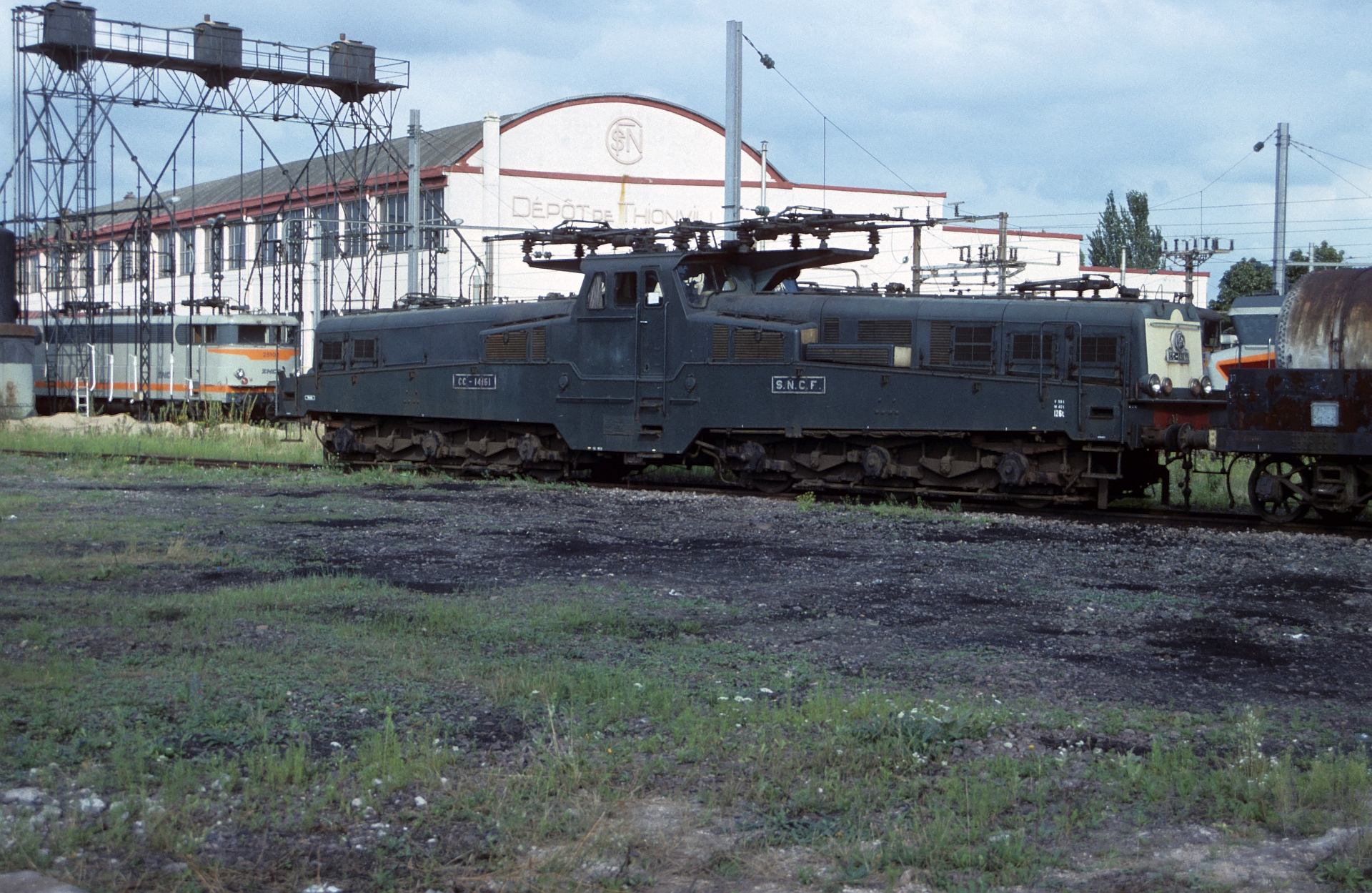
CC 14161 in Thionville (1993)

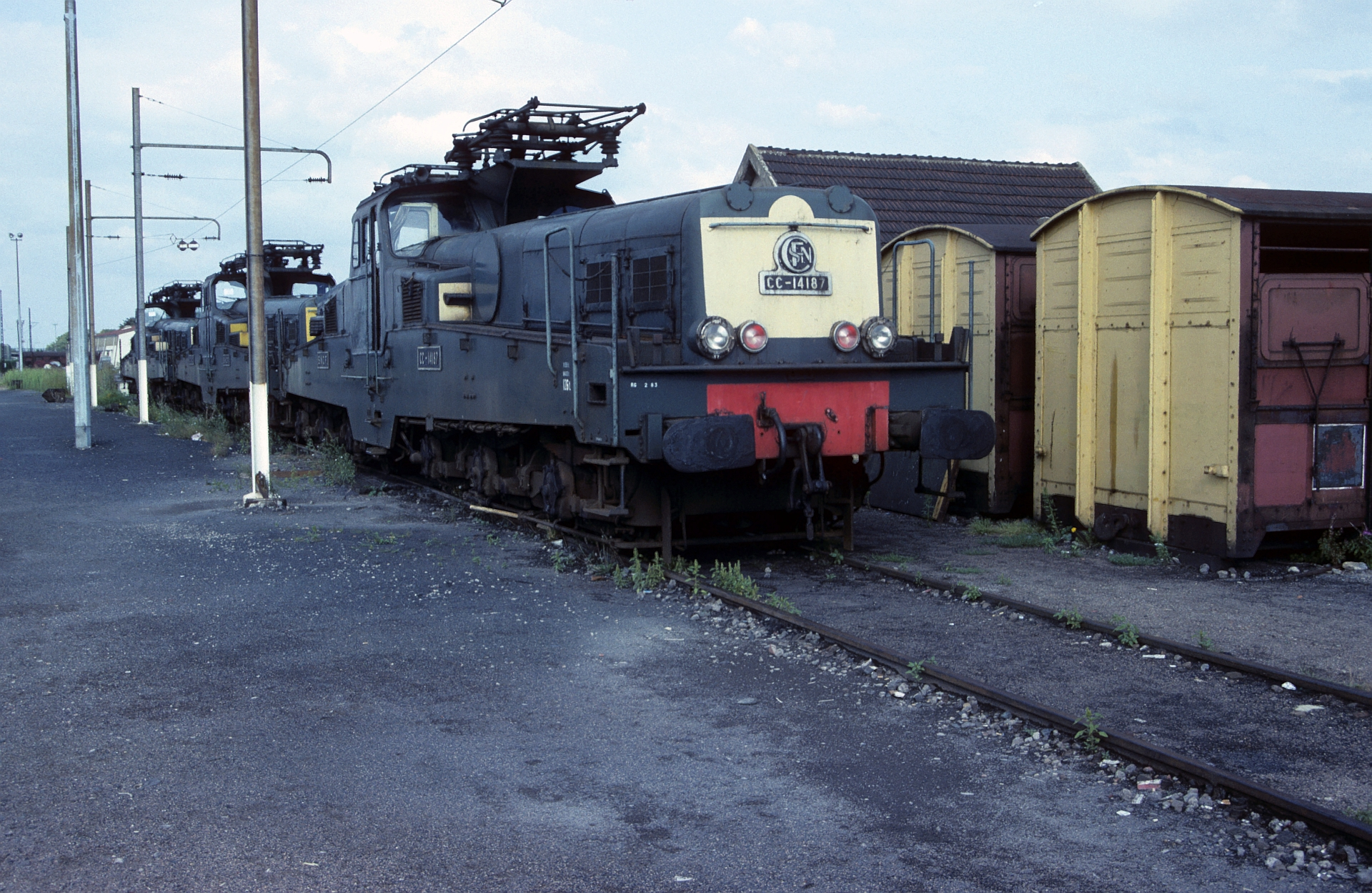
CC 14187 in Thionville (1993)

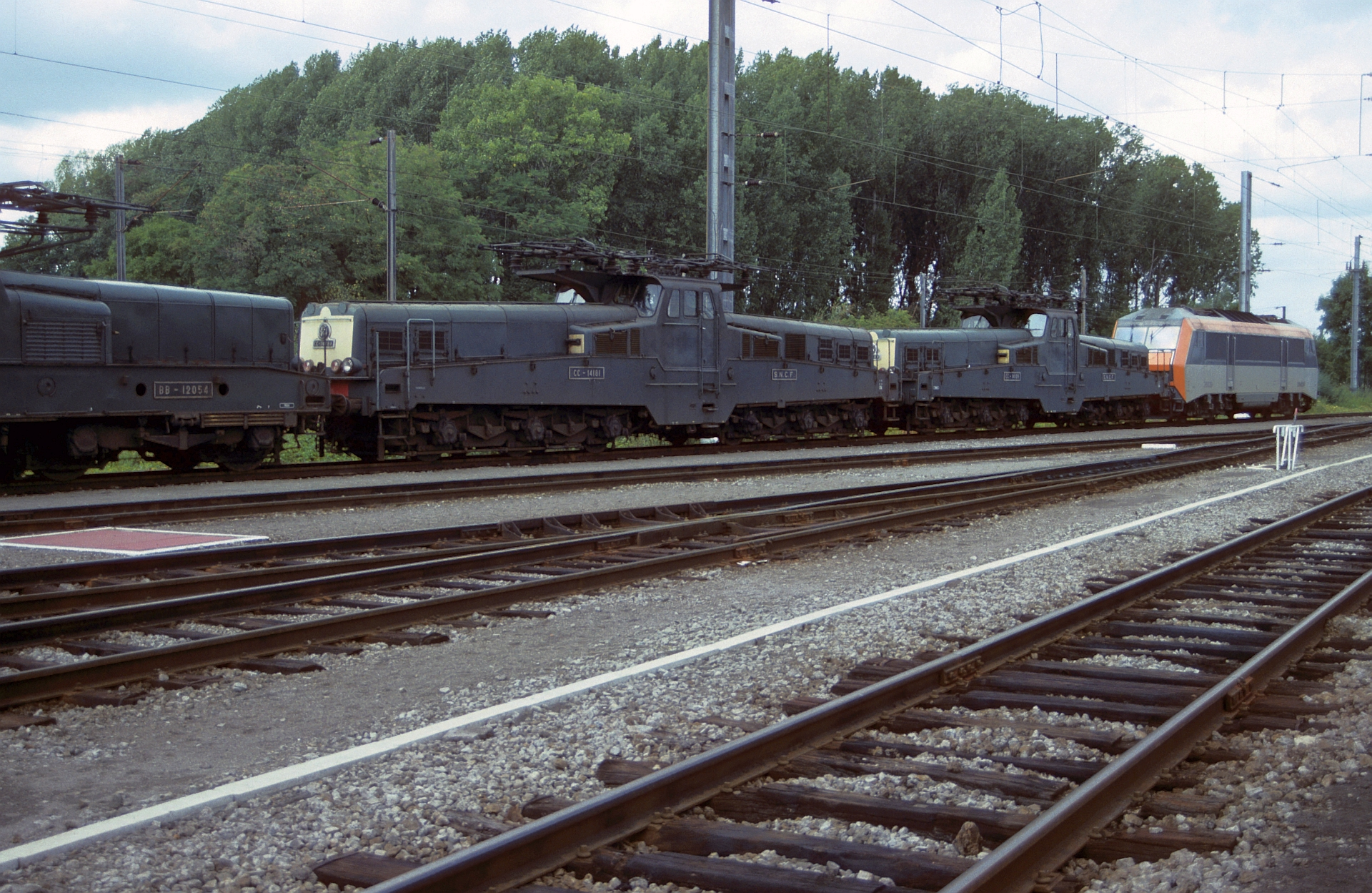
Lokzug mit CC 14181 (Mitte) in Woippy (1993)

Konstruktive Besonderheit der CC 14100 ist die Lage des Führerstands in der Mitte des Fahrzeugs. Die beiden Stromabnehmer sind durch eine ausladende Stützkonstruktion oberhalb der Führerkabine befestigt. Um die Sicht vom Führerstand zu ermöglichen, verfügt die Lokomotive, ähnlich den Krokodil-Lokomotiven, vorne und hinten über lange, haubenähnliche Vorbauten. Jedoch anders als die Krokodil-Lokomotiven besitzt die CC 14100 einen Monorahmen und keinen Gelenkrahmen. Eine der CC 14100 ähnliche Bauform haben die vierachsigen Schwester-Baureihen BB 12000, BB 1300, die ebenfalls in den 1950er Jahren hergestellt worden sind. Ein konzeptioneller Vorgänger ist die schwere Rangierlok CC 1100, die von 1937 bis 1948 gebaut worden ist. Das ungewöhnliche Aussehen hat der gesamten BB und CC Baureihe den Spitznamen „Bügeleisen“ (fer à repasser) eingebracht. In der Anfangszeit waren die Lokomotiven blau lackiert, später erhielten sie eine grüne Farbgebung mit gelber Front.

## Elektrotechnik
Die Stromversorgung des elektrischen Bahnnetzes in Frankreich erfolgte bis Anfang der 1950er Jahre allein durch Gleichstrom. Die SNCF wollte Erfahrungen mit einem Wechselstromsystem als Alternative sammeln und entschied sich für einen Großversuch auf der Strecke von Thionville nach Valenciennes. Diese Strecke lag außerhalb der übrigen Hauptverkehrsadern, sie war hügelig und sie war eine wichtige Verbindung im Güterzugsverkehr für die Schwerindustrie in der Region. Man entschied sich für einphasigen Wechselstrom mit 25 kV/50 Hz. Der Versuch war erfolgreich. Er führte dazu, dass danach weitere Strecken mit Wechselstrom betrieben wurden und das Land heute über zwei unterschiedliche Systeme verfügt. Bei der Auswahl der Lokomotiven machte man ebenfalls einen Großversuch und beschaffte vier verschiedene elektrische Antriebslösungen, je zwei bei den vierachsigen (BB 12000, BB 13000) und je zwei bei den sechsachsigen (CC 14000, CC 14100) Baureihen.
Die elektrische Ausrüstung der CC 14100 wurde von Alsthom geliefert. Ein Transformator setzt zunächst die Eingangsspannung von 25.000 V auf 3000 V herab. Danach wird ein Synchronmotor angetrieben, der mit zwei Gleichstromgeneratoren mechanisch fest verbunden ist. Der Gleichstrom speist die sechs parallel geschalteten Fahrmotoren. Für schwere Güterzüge in hügeligem Gelände hat sich der Antrieb bewährt. Auch wurde die gute Regelbarkeit und der sanfte Anlauf gelobt. Die geringe Maximalgeschwindigkeit von 60 km/h nahm man in Kauf. Bei Versuchen zog die CC 14100 einen Zug mit einem Gewicht von 1850 Tonnen eine Rampe mit 11 ‰ Steigung und einen Zug mit 3500 Tonnen eine Rampe mit 5 ‰. Zuvor mussten im Güterzugsverkehr auf der Verbindung von Thionville nach Valenciennes Dampflokomotiven in Doppeltraktion eingesetzt werden.

## Verwendung

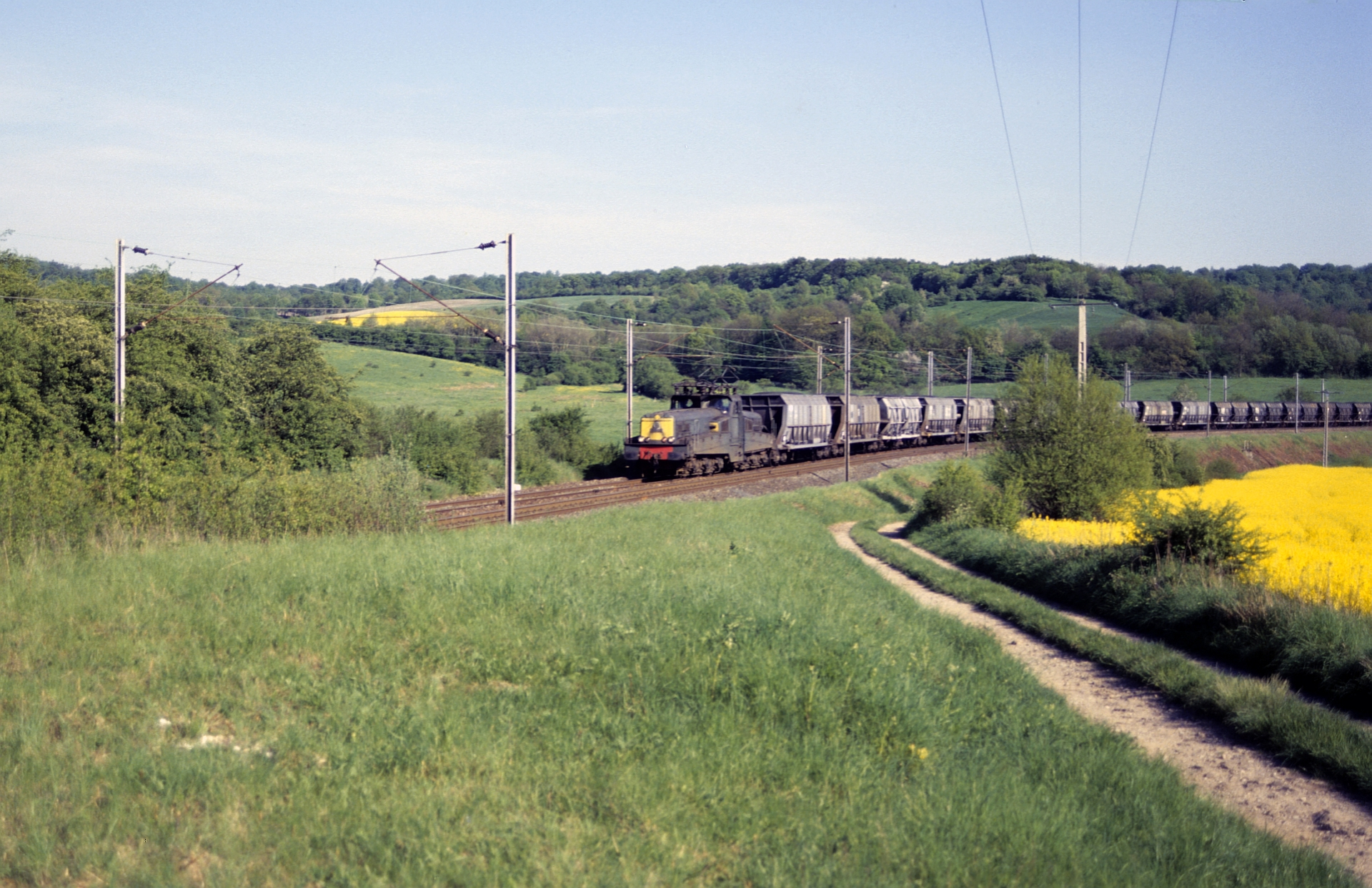
Eine CC 14100 vor einem Güterzug bei Hombourg-Budange (1993)

Die Lokomotiven wurden in den Jahren 1954 bis 1958 ausgeliefert. Sie dienten vor allem zum Transport von Rohstoffen wie Kohle, Eisenerz, Koks, Kalk und Massengütern wie Stahl und Schrott zwischen den Industriezentren in Lothringen und im Norden Frankreichs. Mit dem Niedergang der Schwerindustrie in der Region ab Mitte der 1970er Jahre ging auch das Transportvolumen zurück. Die Lokomotiven galten als zuverlässig jedoch langsam. Es wurde auch gesagt, dass die Lokomotiven recht laut waren. Es gibt eine äußerlich gleiche sechsachsige Baureihe CC 14000, die über eine grundlegend andere Elektrotechnik verfügt und von der nur 20 Exemplare gebaut worden sind. Diese Baureihe galt als wesentlich störanfälliger. Nach über 30 Jahren im Dienst wurden die CC 14100 ab Mitte der 1980er Jahre sukzessive durch neue Maschinen ersetzt, wie z. B.: BB 25100, BB 22200 und BB 26000.
Auch die staatliche Eisenbahngesellschaft Luxemburgs CFL setzte einige elektrische Güterzugslokomotiven des vierachsigen BB Typs ein. Sie erhielten dort die Nummerierung BB 3600 bis 3619.

## Verbleib
Zwei Museumsexemplare sind noch vorhanden:
- CC 14161 im Außenbereich in Conflans-en-Jarnisy
- CC 14183 im Bergwerkmuseum in Petite-Rosselle

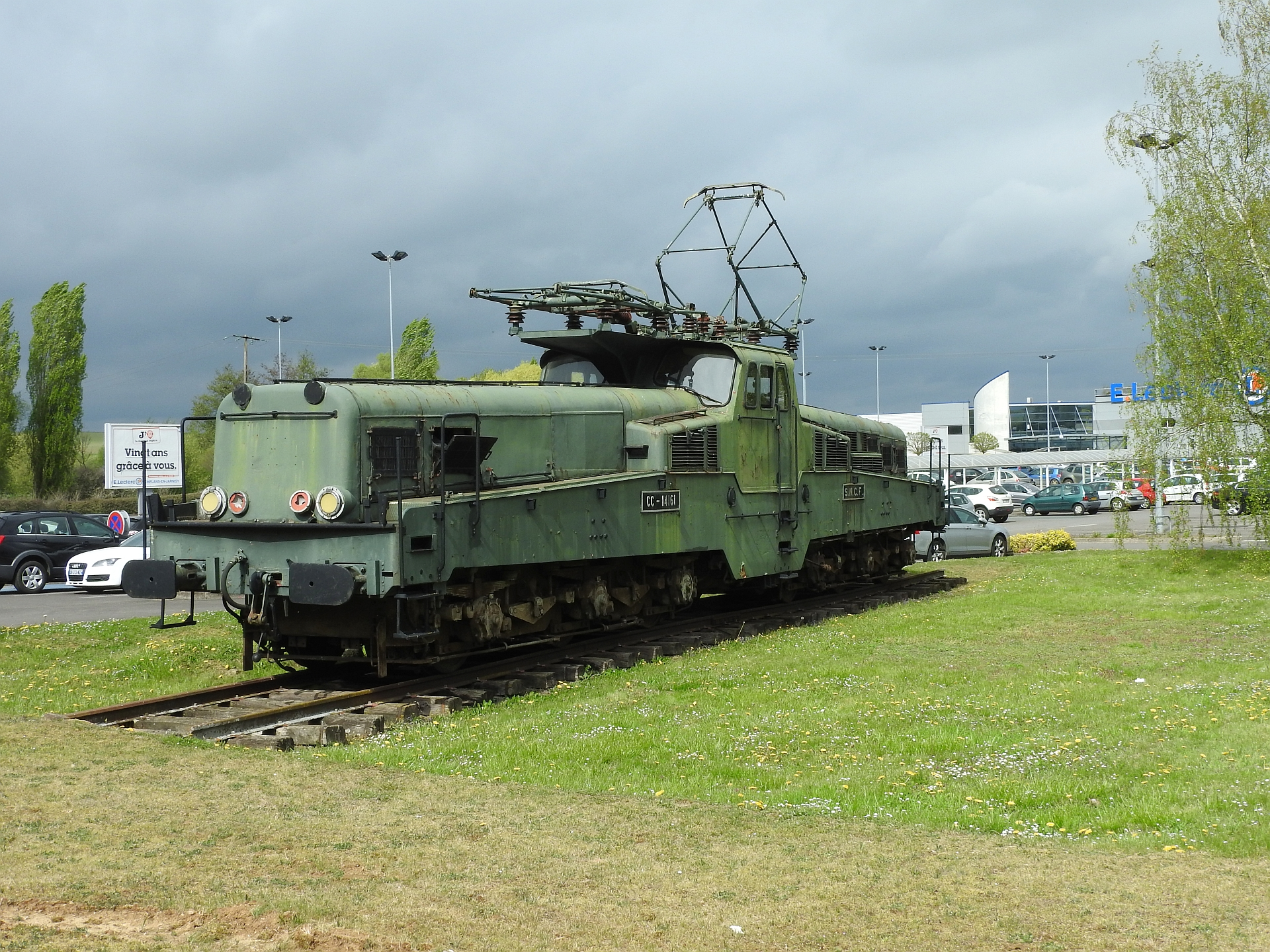
CC 14161 in Conflans-en-Jarnisy (2017)
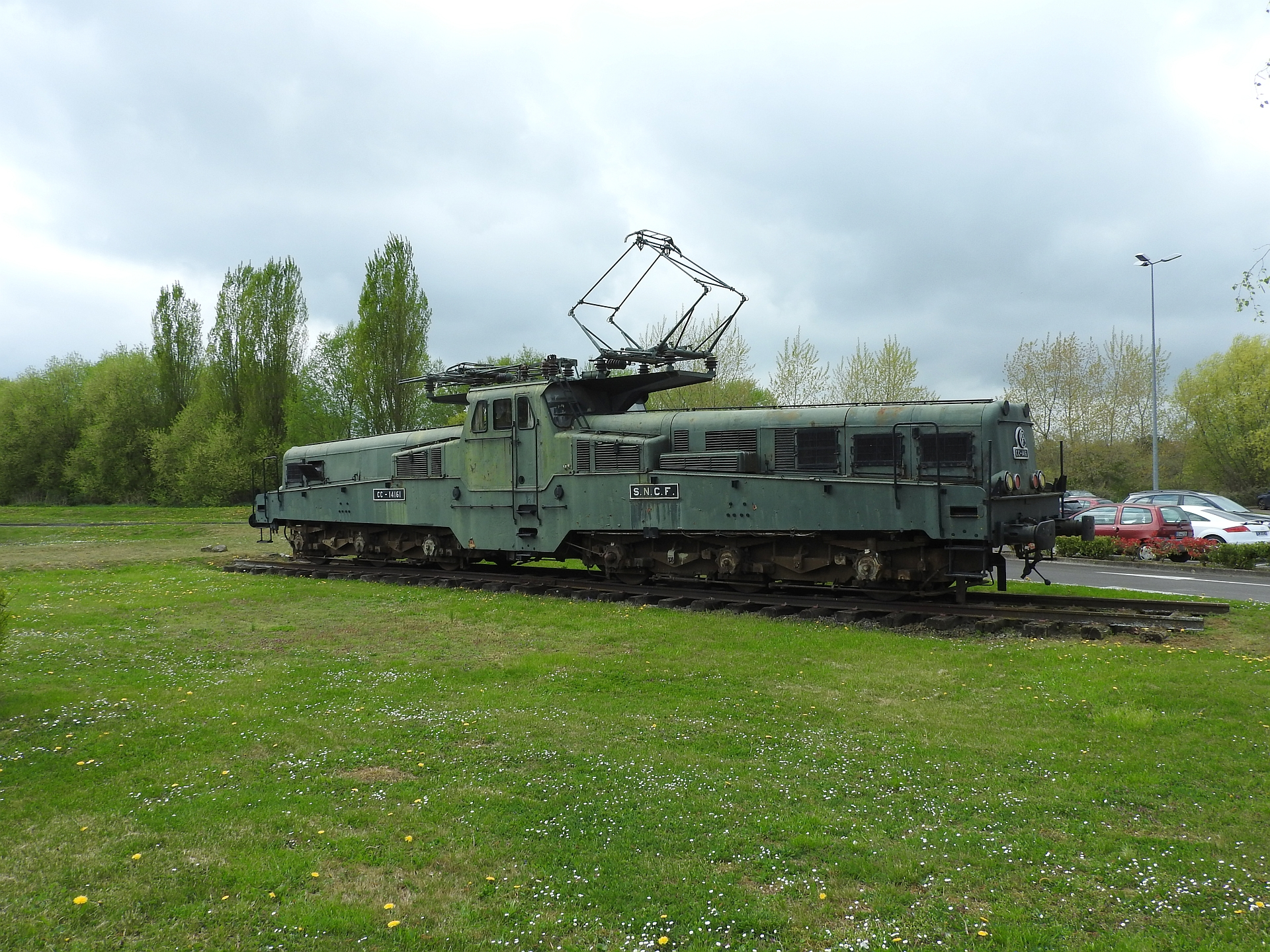
CC 14161 in Conflans-en-Jarnisy (2017)